# Ana Hernández
Ana Mildred Hernández Pérez (ur. 15 października 1980) – wenezuelska zapaśniczka w stylu wolnym. Zajęła czternaste miejsce na mistrzostwach świata w 2000. Srebrna medalistka mistrzostw panamerykańskich w 2000 roku.